# Mer Ionienne
La mer Ionienne est une partie de la mer Méditerranée située au sud de la mer Adriatique.

## Toponymie et histoire

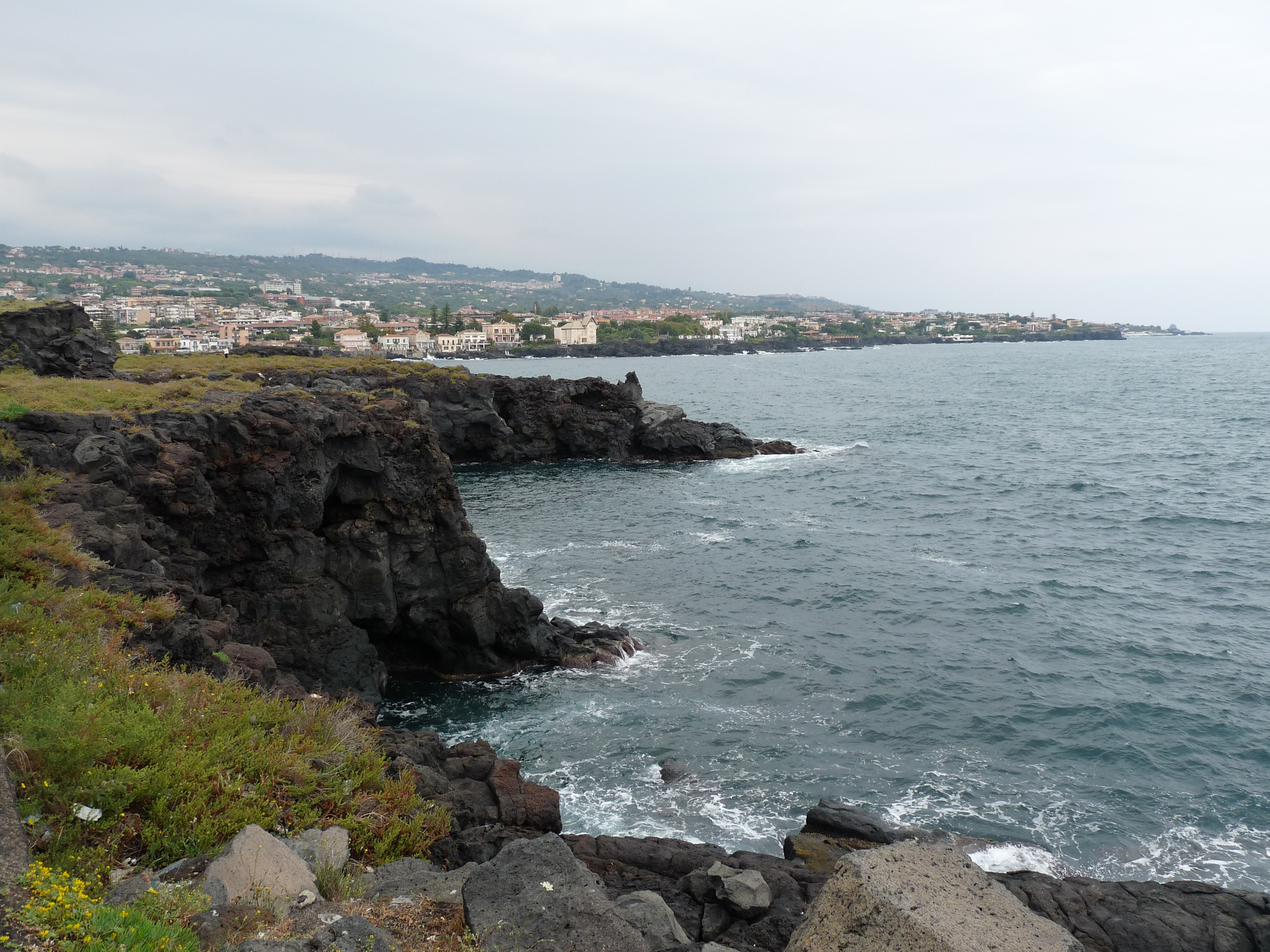
Roches volcaniques au nord de Catane, Italie

On ne connaît pas avec certitude l'étymologie du terme « Ionienne », qui, si l'on en croit le poète Eschyle, n'a pas de lien avec la province d'Ionie en Asie mineure. Eschyle, dans Prométhée, explique que cette mer tient son nom de la déesse Io, qui l'avait, selon le mythe, traversée à la nage . Dans l'Antiquité, les colons grecs passaient par cette mer pour se rendre dans leurs colonies de Grande-Grèce (comprenant le Sud de la péninsule italienne et parfois la Sicile). Certains (colons d'Héraclée, Siris, Rhêgion, Taormine, Catane, Léontines) parlaient ionien (l'un des parlers grecs anciens) et le nom pourrait provenir de là, mais aucun texte ne le confirme.

## Géographie
La mer Ionienne sépare la côte occidentale du Salento, la Basilicate, la Calabre et la côte orientale de la Sicile, dans le Sud-Est de l'Italie, du sud de l'Albanie et de la côte occidentale de la Grèce à l'est. Elle est reliée par le détroit de Messine, qu'elle inclut, à la mer Tyrrhénienne, et par le canal d'Otrante à la mer Adriatique.
Elle donne son nom aux îles Ioniennes, archipel au large de l'Albanie méridionale et de la Grèce.
Cette mer comprend le golfe de Tarente en Italie du Sud, le détroit de Messine et, en Grèce, le golfe de Corinthe.
C'est dans la mer Ionienne que se trouvent les fosses les plus profondes de la Méditerranée (la fosse Calypso, au large de la Grèce, en détient le record). Zone de glissement de la plaque africaine sous la plaque eurasiatique, la mer Ionienne est une région sismique importante,.

### Localisation
L'Organisation hydrographique internationale (OHI) détermine les limites de la mer Ionienne de la façon suivante :
- Au nord : Une ligne joignant l'embouchure du canal de Butrint (39° 44′ 29″ N, 19° 59′ 22″ E), en Albanie, à la baie de Koulourá (39° 44′ 37″ N, 19° 56′ 27″ E), sur l'île de Corfou, puis à travers cette île jusqu'à l'Ákra Kavokefalí (39° 45′ 08″ N, 19° 37′ 43″ E) et à Santa Maria di Leuca (39° 47′ 23″ N, 18° 20′ 45″ E), dans les Pouilles.

- À l'est : Depuis l'embouchure du canal de Butrint (39° 44′ 29″ N, 19° 59′ 22″ E), en Albanie, le long de la côte du continent jusqu'au cap Ténare.

- Au sud : Une ligne depuis le cap Ténare (36° 23′ 08″ N, 22° 28′ 59″ E) au cap Passero (36° 38′ 40″ N, 15° 04′ 39″ E), la pointe la plus méridionale de la Sicile.

- À l'ouest : La côte est de la Sicile et la côte sud-est de l'Italie jusqu'au cap Santa Maria di Leuca (39° 47′ 23″ N, 18° 20′ 45″ E), dans les Pouilles.